# 耶魯神學院
耶鲁神学院（Divinity School）是耶鲁大学十二个研究院之一，位于康涅狄格州纽黑文市。
公理会神学教育是驱使耶鲁大学成立的动机，神学院可以追溯到1822年神学部。1869年，学院有了自己的校园、教职人员和学历教育，在十九世纪中变得更加普及。自二十世纪七十年代起，学校与美国圣公会伯克利神学院联合，成立圣乐研究所，授予独立学位。

## 历史

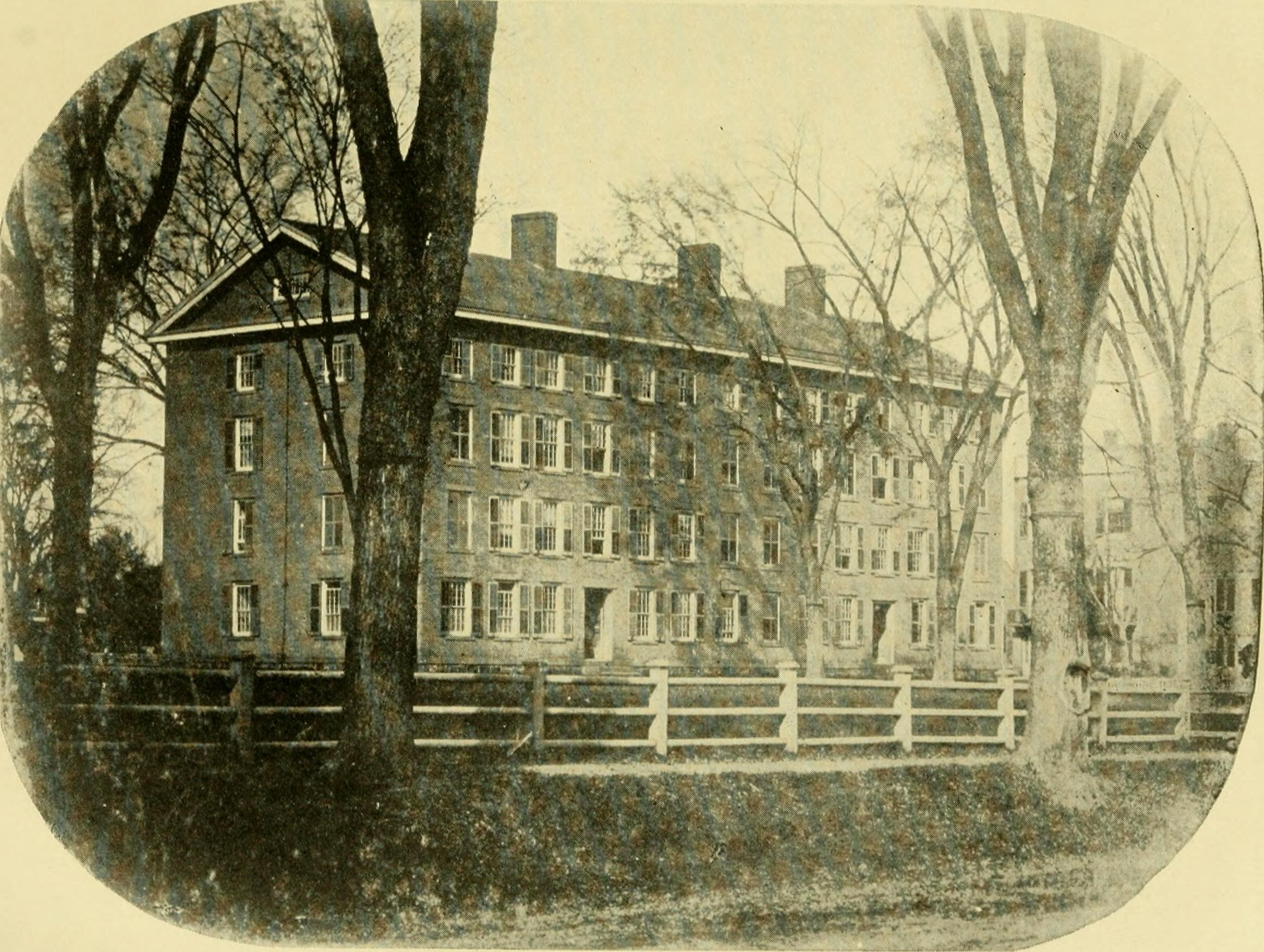
老校园神学院宿舍，1836年完工

耶鲁大学最初的学术动机是神学教育。1701年耶鲁学院成立时，是用来为康涅狄克殖民地培训公理会神职人员的。学校章程是“在全能神的祝福下教授文理，为教会和世俗公共职业培养称职人才”。1817年，神学主任Eleazar T. Fitch对学生的神学课程要求表示支持，5年后，耶鲁公司成立了一所独立的耶鲁神学院。与此同时，第二次大觉醒神学家纳撒尼尔·威廉·泰勒被任命为第一位教导神学德怀特教授（Dwight Professor of Didactic Theology）。泰勒被认为是建立学校的“中心人物”；1826年，神圣语言学家Josiah Willard Gibbs, Sr.加入；1839年，词典编纂Chauncey A. Goodrich加入。1836年，神学院学生专用宿舍在老校区完工，但直到美国内战结束数年后才有了教室和办公室。

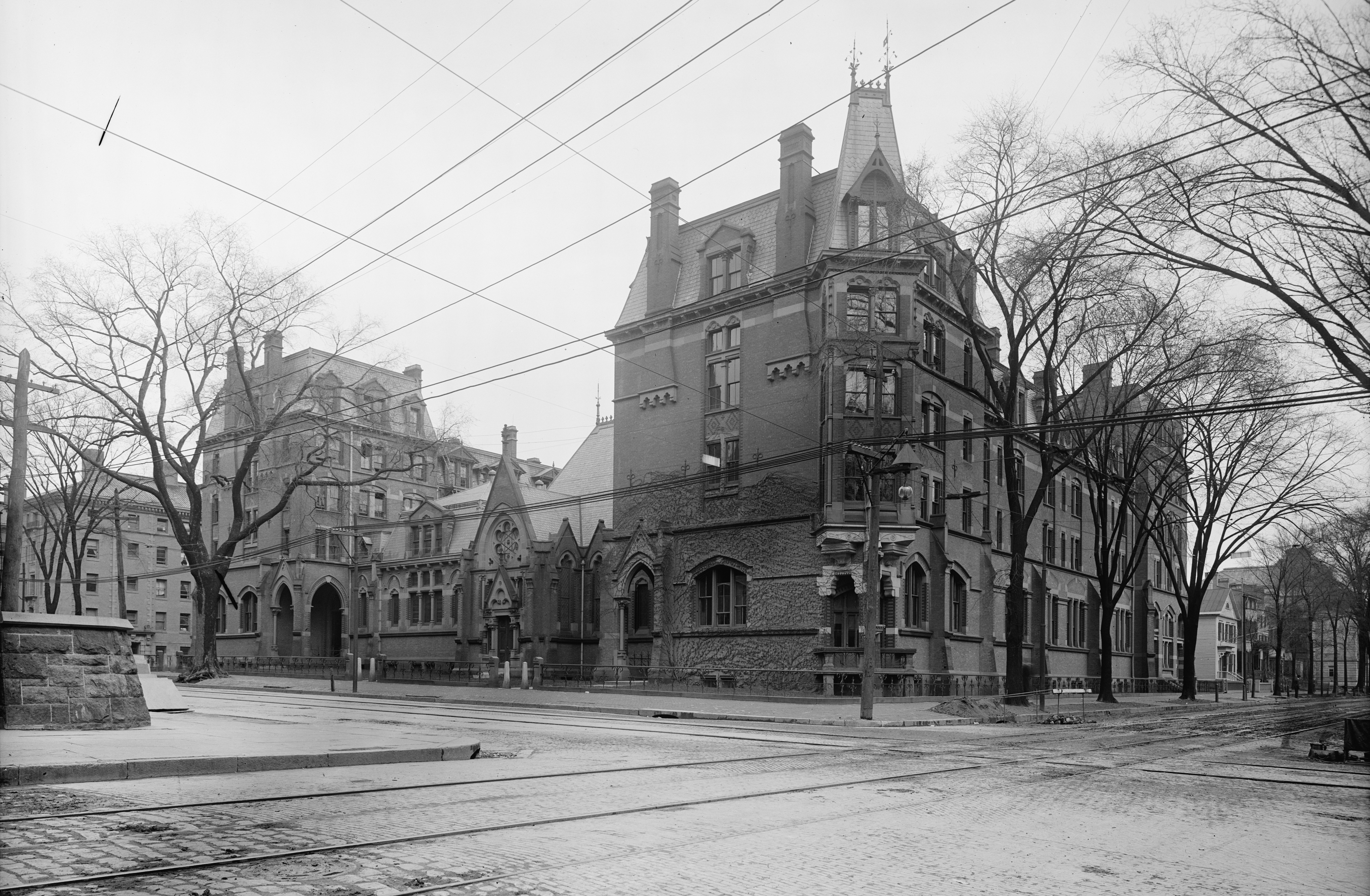
从纽黑文绿地看神学院大堂，1870-1931年使用

经历了一段时间的生源走低，学校从校友那里募资，支持教职人员和设施1869-1871年，神学大堂在如今卡尔霍恩学院的位置建成，有两个教室走廊，一个教堂。新校园迎来了新教师，有James M. Hoppin、George Edward Day、George Park Fisher、莱昂纳多·培根。1867年，第一个神学学士学位授予学生。1869年，神学部成为了独立的神学院。学校最初仍在老校区，1929年，新校舍在大学城北角的Prospect Hill顶建成。
1971年，伯克利神学院与耶鲁神学院联合办学，当年神学硕士取代了神学本科。伯克利神学院保持着与圣公会的联系，所有录取的学生都被视为耶鲁神学院的学生。乔纳森·爱德华兹是1720年耶鲁毕业生，神学院所属的耶鲁乔纳森·爱德华兹中心拥有他的大量原始手稿。耶鲁圣乐研究所与神学院和音乐学院都有联系，教授赞美诗合唱、管风琴演奏、歌唱、教会音乐研究、礼仪研究以及宗教和艺术等。

## 校园
1869年，学部升级为神学院后，搬到了纽黑文绿地西北角，包括神学东堂（1869年）、Marquand堂（1871年）、神学西堂（1871年）、Trowbridge图书馆（1881年）。校舍由理查德·莫里斯·亨特设计，因宿舍计划而遭拆迁，改建为卡尔霍恩学院。
1929年，房地产律师董事约翰·威廉·斯特林同意捐赠耶鲁，并用一部分款项建造神学院新校舍1932年，斯特林神学四合院完工，为乔治亚式建筑，建于Prospect Hill顶。校舍由Delano & Aldrich设计，部分模仿弗吉尼亚大学。
2003年，斯特林神学四合院完成了4.9千万美元的装修工程。

## 脚注
1. ↑   (PDF).   [2017-02-15]. （原始内容 (PDF)存档于2020-04-28）.
2. ↑  . Yale Divinity School.   [9 March 2014]. （原始内容存档于2014年3月10日）.
3. ↑  : 94.
4. 1 2  . New Haven: Tuttle, Morehouse, & Taylor. 1873.
5. 1 2 3 4 5  . Yale University Library. 23 October 2012  [16 November 2015]. （原始内容存档于2016-08-23）.
6. ↑  Yale's Lost Landmarks: Divinity Hall, Yale Alumni Magazine 的存檔，存档日期2007-10-05.
7. ↑  Bedford, Steven. . New York: Random House. 1998: 166–168. ISBN 9780847820863.